# Camillo Pilotto
Camillo Pilotto (né Camillo Raul Vittorio Pilotto le 6 février 1888 à Rome et mort le 27 mai 1963 à Rome) est un acteur italien.

## Biographie
Camillo Pilotto , né Camillo Raul Vittorio Pilotto le 6 février 1888 a joué dans 101 films entre 1916 et 1963. Né et décédé à Rome,  il a laissé sa marque dans l’industrie cinématographique italienne. Parmi ses rôles notables, on peut citer celui d’Hannibal Barca dans le film Scipion l’Africain (1937) et celui de Giuseppe Verdi dans Roman d’un génie (1938).

## Filmographie partielle
- 1930 : La Dernière Berceuse (La canzone dell'amore), de Gennaro Righelli
- 1932 : La vecchia signora d'Amleto Palermi : le commissaire
- 1933 : Il caso Haller d'Alessandro Blasetti
- 1934 : Temps maximum (Tempo massimo) de Mario Mattoli
- 1935 : Porto d'Amleto Palermi
- 1936 : Sette giorni all'altro mondo de Mario Mattoli
- 1937 : Scipion l'Africain de Carmine Gallone, rôle d'Hannibal Barca
- 1937 : Gli ultimi giorni di Pompeo de Mario Mattoli
- 1937 : I tre desideri de Giorgio Ferroni et Kurt Gerron
- 1937 : I fratelli Castiglioni de Corrado D'Errico
- 1938 : Le Roman d'un génie (Giuseppe Verdi) de Carmine Gallone
- 1939 : L'Apôtre du désert (Abuna Messias), de Goffredo Alessandrini
- 1939 : Retroscena d'Alessandro Blasetti
- 1940 : La Fille du corsaire : (La figlia del Corsaro Verde) d'Enrico Guazzoni
- 1940 : L'Intruse (Abbandono) de Mario Mattoli
- 1941 : L'avventuriera del piano di sopra, de Raffaello Matarazzo
- 1941 : Les Pirates de Malaisie (I pirati della Malesia) d'Enrico Guazzoni
- 1942 : Rossini de Mario Bonnard
- 1944 : La locandiera de Luigi Chiarini
- 1950 : La Ceinture de chasteté (La cintura di castità) de Camillo Mastrocinque
- 1950 : Les Derniers Jours de Pompéi, de Marcel L'Herbier
- 1951 : Trahison (Il tradimento), de Riccardo Freda
- 1951 : Messaline (Messalina) de Carmine Gallone
- 1952 : Les Chasseurs alpins (Penne nere) d'Oreste Biancoli
- 1952 : Le Roman de ma vie (Il romanzo della mia vita) de Lionello De Felice
- 1952 : Jeunesse (Giovinezza) de Giorgio Pàstina
- 1954 : Haine, Amour et Trahison (Tradita), de Mario Bonnard
- 1954 : Les Enfants de la violence (Guai ai vinti) de Raffaello Matarazzo
- 1954 : L'Esclave du péché (Schiava del peccato), de Raffaello Matarazzo
- 1957 : La Belle et le Corsaire (Il corsaro della Mezza Luna), de G. M. Scotese